# ماتسودایرا ناری‌تسوگو
ماتسودایرا ناری‌تسوگو (به ژاپنی: 松平 斉韶 まつだいら なりつぐ)؛ ۲۳ مارس ۱۸۰۳ – ۲۳ اکتبر ۱۸۶۸)، دایمیو در دوره ادو اهل ژاپن بود. هفتمین دایمیوی قلمرو آکاشی در ولایت هاریما بود. 
هیچ مدرکی وجود ندارد که نشان دهد او متکبرانه رفتار کرده و از اقتدار خود ، مانند آنچه در این فیلم  ۱۳ آدم‌کش (۱۹۶۳)  نشان داده شده، سوء استفاده کرده باشد. با این حال، پسرخوانده او، ماتسودایرا ناریکوتو، که جانشین او شد، کوچکترین پسر یازدهمین شوگون، توکوگاوا ایه‌ناری بود. در واقع، الگوی حقیقی نقش ماتسودایرا ناری‌تسوگو در فیلم است. افسانه‌ای وجود دارد که می‌گوید ناریکوتو، در مسیر خود به ادو برای حضور متناوب در ادو، کودک سه ساله‌ای را که از میان دسته‌های او در قلمرو اُواری عبور کرده بود، کشت و مورد عفو قرار گرفت. گفته می‌شود که قخاندان اُواری چنان از این موضوع خشمگین شد که عبور خاندان آکاشی را از قلمرو خود ممنوع کردند، یا اینکه ناریکوتو توسط پدر کودک مقتول مورد اصابت گلوله قرار گرفت و کشته شد. در هر صورت، این نشان می‌دهد که «قتل بدون اجازه» نناریکوتو عملی بود که خشم قابل توجهی را برانگیخت.

## تصویرسازی در رسانه‌ها
- ناریتسوگو به عنوان شخصیت شرور اصلی در فیلم ۱۳ آدم‌کش (۱۹۶۳) محصول ۱۹۶۳ حضور داشت، که در آن نقش او توسط کانتارو سوگا بازی می‌شد.[۲] این فیلم در سال ۱۸۴۴ اتفاق می‌افتد و او را به عنوان برادر ناتنی سادیست شوگون به تصویر می‌کشد و اینکه مرگ او ترور به دستور دوی توشیتسورا انجام شده است، هر دو این عناصر در بازسازی نیز صادق خواهند بود.[۳]
- در ۱۳ آدم‌کش (۲۰۱۰) فیلم ۱۹۶۳، ناریتسوگو دوباره به عنوان شخصیت شرور عمل کرد و توسط گورو ایناگاکی به تصویر کشیده شده است.[۴]

با این حال، اگرچه ماتسودایرا ناری‌تسوگو که در این اثر ظاهر می‌شود، ارباب قلمرو آکاشی است، پیشینه اصلی او، مانند برادر کوچکتر شوگون بودن، با ناری‌تسوگوی واقعی متفاوت است. علاوه بر این، هیچ بخش تاریخی دربارهٔ ماتسودایرا ناری‌تسوگو وجود ندارد که او را فردی ستمگر جلوه دهد، و هیچ حکایتی هم وجود ندارد که به عنوان منبع فیلم مورد استفاده قرار گرفته باشد. با این حال، حکایاتی در مورد جانشین او، ماتسودایرا ناریکوتو، وجود دارد، مانند اینکه او برادر کوچکتر شوگون بوده و در طول سانکین کوتای (حضور متناوب در ادو) خود با مشکل مواجه شده است.
در نسخه بازسازی‌شده ۱۳ آدم‌کش (۲۰۱۰)، نام ظالمی که ظاهر می‌شود همچنان «ماتسودایرا ناری‌تسوگو» است، اما در نسخه رمان (نوشتهٔ یوئیچیرو کائده) که همزمان با نسخه بازسازی‌شده منتشر شد، نام ظالم ماتسودایرا ناریکوتو است.